# Нюпорт (Роуд Айланд)
Вижте пояснителната страница за други населени места с името Нюпорт.
Нюпорт (на английски: Newport, в превод – „Ново пристанище“) е град в щата Роуд Айлънд, САЩ. Нюпорт е с население от 26 475 жители (2000) и обща площ от 29,70 км² (11,50 мили²).
Основан през 1639 г. В Нюпорт се намира най-дългият мост в Нова Англия, Клейборн Пел Нюпорт, който свързва града с град Джеймстаун.

## Известни личности
Родени в Нюпорт
- Томас Харпър Инс (1882 – 1924), филмов продуцент
- Мена Сувари (р. 1979), актриса

## Побратимени градове
- Понта Делгада (Азорски острови)